# Turnix worcesteri
La quaglia tridattila di Luzon o quaglia tridattila di Worcester (Turnix worcesteri, McGregor 1904) è un uccello caradriiforme della famiglia dei Turnicidi.

## Sistematica
Turnix worcesteri non ha sottospecie, è monotipico.

## Distribuzione e habitat
Questo uccello è endemico dell'isola di Luzon nelle Filippine.